# Arga de São João
Arga de São João ist ein portugiesischer Ort und eine ehemalige Gemeinde (Freguesia) im Concelho Caminha. Sie liegt etwa 14 Kilometer südöstlich von Caminha. Das Gemeindegebiet erstreckt sich vom Bett des Flusses Coura bis auf die Höhen der Serra de Arga. Die Gemeinde hatte 61 Einwohner (Stand 30. Juni 2011).
Schutzpatron des Ortes ist Johannes der Täufer, dessen Fest jährlich am 28. Januar gefeiert wird. Bedeutendste Bauwerke sind die Capela de S. João de Arga und das Mosteiro de S. João.
Mit der Gebietsreform vom 29. September 2013 wurden die Gemeinden Arga de São João, Arga de Baixo und Arga de Cima zur neuen Gemeinde União das Freguesias de Arga (Baixo, Cima e São João) zusammengeschlossen.